# Maurycy Wolff

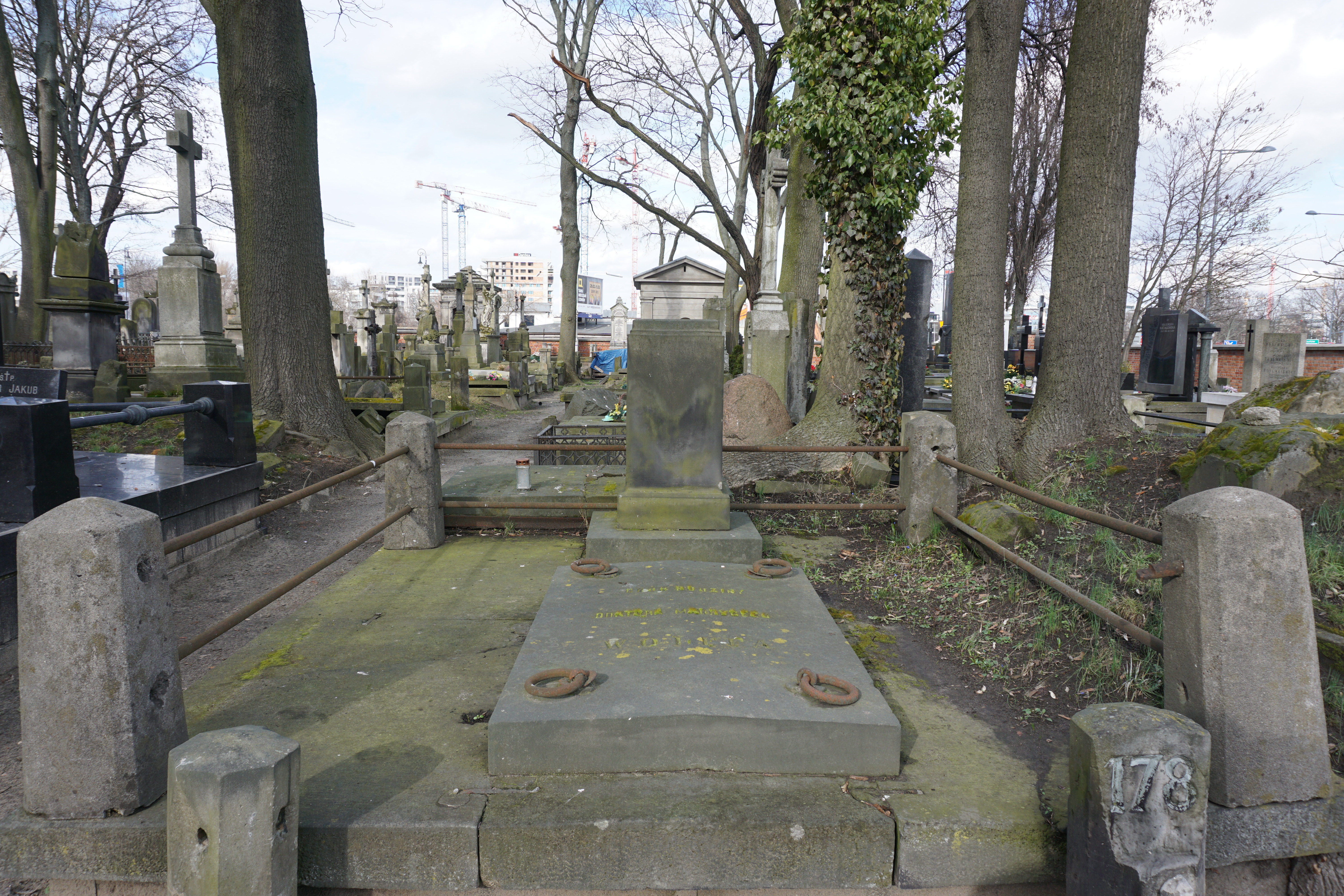
Grób Maurycego Wolffa na cmentarzu Powązkowskim

Maurycy Wolff herbu Postęp, (ur. 11 lutego 1798 w Warszawie, zm. 26 kwietnia 1861 tamże) – polski lekarz związany z Warszawą.

## Życiorys
Przodkiem rodziny Wolff był Abraham Emanuel, nadworny lekarz księcia Augusta Sułkowskiego, później generalny sztabslekarz wojsk polskich, którego syn Ferdynand August (1768–1846), lekarz, żonaty z Beatą Barbarą Michler, uszlachcony  w roku 1820, był ojcem Maurycego.
Po ukończeniu Liceum Warszawskiego w roku 1813 Maurycy Wolff rozpoczął studia w warszawskiej Szkole Lekarskiej, ale został, z powodu udziału w bójce studenckiej (prawdopodobnie porachunki korporacji akademickich), z niej usunięty w roku 1817, po czym kontynuował studia za granicą, w Berlinie, Paryżu i Würzburgu, gdzie otrzymał w roku 1819 tytuł doktora medycyny. Po dwuletniej praktyce w różnych szpitalach niemieckich Wolff powrócił w 1821 do Warszawy i otworzył tam prywatną praktykę. Wziął udział jako lekarz wojskowy w powstaniu listopadowym, niosąc pomoc rannym w lazarecie urządzonym w koszarach Mirowskich. Już w czasie powstania otrzymał stanowisko ordynatora warszawskiego Szpitala św. Ducha, którym pozostał do roku 1832, po czym powrócił do swej prywatnej praktyki. Bardzo wzięty lekarz, był znany z tego, że ubogich leczył bezpłatnie.

## Życie prywatne
Maurycy Wolff był dwukrotnie żonaty: 1822 z Antoniną Nowakowską, z którą miał syna Maurycego (1825–1884), urzędnika ceł w Petersburgu i od 1855 z Wiktorią Borzęcką, z którą miał syna Konstantego (1856-1923), rosyjskiego generała majora i dowódcę Lejb-Gwardyjskiego Pułku Kirasjerów Jego Wysokości.
Maurycy Wolff został pochowany 29 kwietnia 1861 na cmentarzu Powązkowskim (kwatera 178-2-31/32). Na pogrzebie zjawiły się liczne rzesze warszawian.